# Matthias Bieber
Matthias Bieber (* 14. März 1986 in Zürich) ist ein Schweizer Eishockeyspieler, der zuletzt beim SC Bern in der National League unter Vertrag stand.

## Karriere
Matthias Bieber begann seine Karriere als Eishockeyspieler in der Nachwuchsabteilung der GCK Lions, für deren Profimannschaft er von 2002 bis 2007 in der Nationalliga B aktiv war. Ab der Saison 2004/05 spielte er parallel zudem für die ZSC Lions in der Nationalliga A. Von 2007 bis 2010 lief der Flügelspieler für den NLA-Teilnehmer SCL Tigers auf. Zur Saison 2010/11 wechselte er ein weiteres Mal innerhalb der NLA, diesmal zu den Kloten Flyers.
Im Dezember 2017 einigte er sich mit dem SC Bern auf einen Zweijahresvertrag, der ab der Saison 2018/19 galt.

### International
Für die Schweiz nahm Bieber im Juniorenbereich an der U18-Junioren-Weltmeisterschaft der Division I 2004 sowie den U20-Junioren-Weltmeisterschaften 2005 und 2006 teil. Im Seniorenbereich stand er im Aufgebot seines Landes bei den Weltmeisterschaften 2011 und 2012.
Bei der Weltmeisterschaft 2013 in Stockholm und Helsinki war er erneut Teil der Nationalmannschaft und errang mit dieser die Silbermedaille.

## Erfolge und Auszeichnungen
- 2019 Schweizer Meister mit dem SC Bern

### International
- 2004 Aufstieg in die Top-Division bei der U18-Junioren-Weltmeisterschaft der Division I
- 2013 Silbermedaille bei der Weltmeisterschaft

## Karrierestatistik
1: Relegationsspiele

### International
Vertrat die Schweiz bei:
| - U18-Junioren-Weltmeisterschaft der Division I 2004 - U20-Junioren-Weltmeisterschaft 2005 - U20-Junioren-Weltmeisterschaft 2006 - Weltmeisterschaft 2011 | - Weltmeisterschaft 2012 - Weltmeisterschaft 2013 - Olympischen Winterspielen 2014 - Weltmeisterschaft 2015 |

(Legende zur Spielerstatistik: Sp oder GP = absolvierte Spiele; T oder G = erzielte Tore; V oder A = erzielte Assists; Pkt oder Pts = erzielte Scorerpunkte; SM oder PIM = erhaltene Strafminuten; +/− = Plus/Minus-Bilanz; PP = erzielte Überzahltore; SH = erzielte Unterzahltore; GW = erzielte Siegtore; 1 Play-downs/Relegation; Kursiv: Statistik nicht vollständig)